# Остаться в живых (телесериал)
«Оста́ться в живы́х» (Lost с англ. — «Пропавшие / Потерянные») — американский драматический телесериал, лауреат премий «Эмми» и «Золотой глобус». В общей сложности сериал стал лауреатом более 100 наград и премий. В центре сюжета — история пассажиров рейса 815 компании Oceanic Airlines, летевших из Сиднея в Лос-Анджелес, потерпевших катастрофу и оказавшихся на полном мистических тайн и загадок тропическом острове где-то в Океании. Каждая серия содержит как основную сюжетную линию на острове, так и второстепенную, рассказывающую о ключевом персонаже серии в другой момент жизни (в первых трёх сезонах — из прошлого, в четвёртом — из прошлого и будущего). Серии пятого сезона также содержат две сюжетные линии, первая из которых развивается на острове непосредственно после событий четвёртого сезона, а вторая — спустя три года в США.
Сериал был создан Дж. Дж. Абрамсом, Деймоном Линделофом и Джеффри Либером и снимался главным образом на острове Оаху (Гавайи).
Пилотная серия была показана на канале ABC 22 сентября 2004 года и собрала у экранов почти 19 миллионов человек.
С тех пор было показано шесть сезонов. Исполнительными продюсерами сериала являлись Дж. Дж. Абрамс, Деймон Линделоф, Карлтон Кьюз, Брайан Берк, Джек Бендер и другие. Композитором выступил Майкл Джаккино. Из-за большого актёрского ансамбля и стоимости съёмок на Гавайях сериал стал одним из самых дорогих на телевидении. Успешный и среди критиков, и среди публики, «Остаться в живых» собирал среднюю аудиторию в 16 миллионов человек во время показа первого сезона в США.
Он завоевал множество наград, включая «Эмми» за лучший драматический сериал в 2005 году, приз за лучший американский сериал Британской академии телевизионных наград в 2005 году, «Золотой глобус» как лучшая драма в 2006 году и награду Гильдии актёров за выдающийся актёрский ансамбль в драматическом сериале.
В мае 2007 года было объявлено, что планируются съёмки ещё трёх сезонов, по 16 серий в каждом, однако впоследствии эти планы были немного скорректированы. Показ сериала завершился 23 мая 2010 года — всего была показана 121 серия.
Сериал «Остаться в живых» стал культурным феноменом, породившим целый ряд сопутствующих явлений: по сюжету сериала были выпущены литературные произведения, комиксы. Летом 2006 года прошла ролевая игра The Lost Experience. В преддверии выхода четвёртого сезона в интернете проведена игра «Find 815». 26 февраля 2008 года вышла компьютерная игра Lost: Via Domus.

## История создания

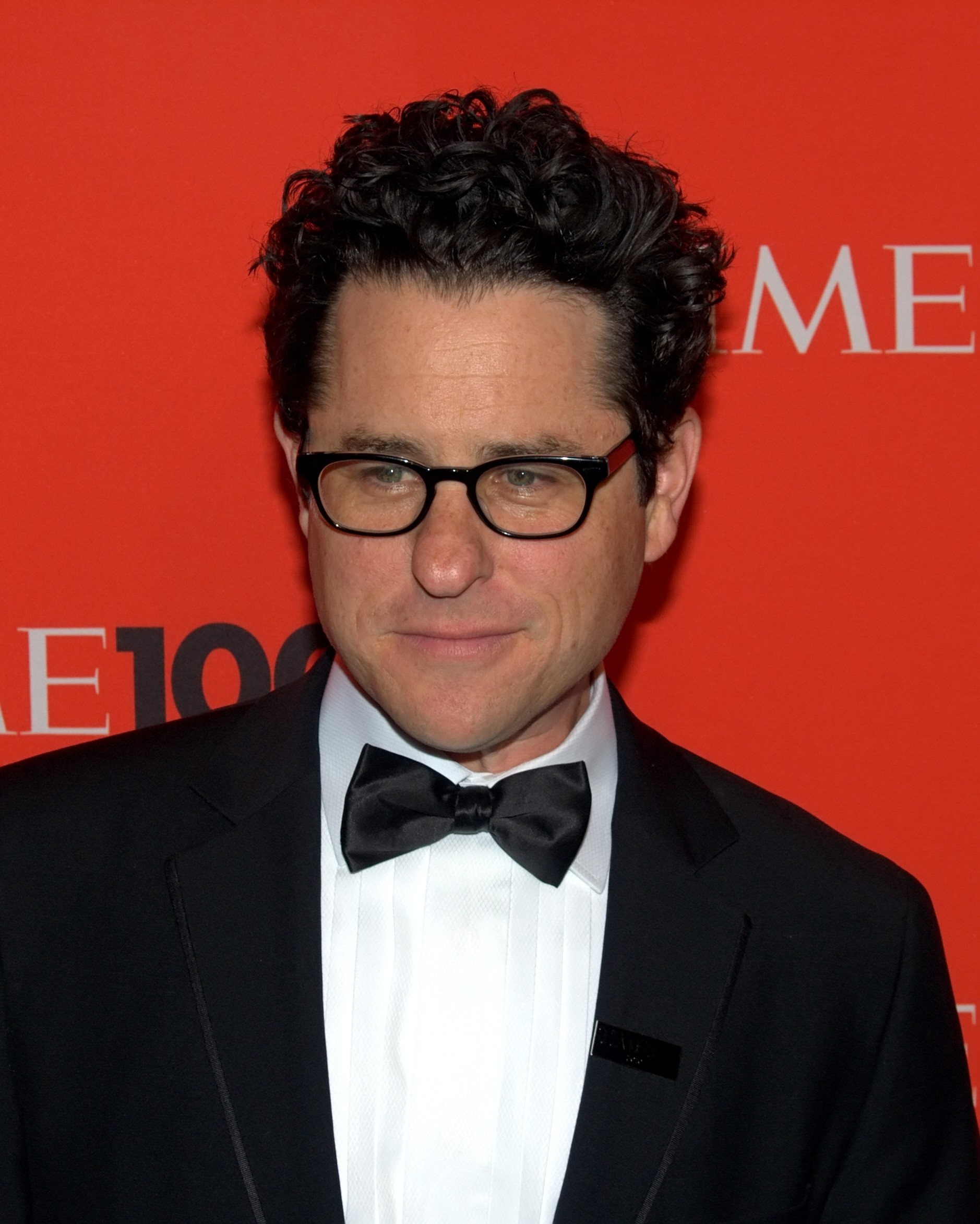
Дж. Дж. Абрамс, 2010

Создание «Остаться в живых» началось в январе 2004 года, после того как президент канала ABC Ллойд Браун предложил режиссёру Дж. Дж. Абрамсу идею создания сериала о крушении самолёта на далёком и необитаемом острове. Несмотря на неуверенность, Абрамсу вскоре понравилась эта идея, и в конечном счёте он начал работать совместно с Деймоном Линделофом над разработкой уникального стиля сериала и его героев. Создание сериала было сильно ограничено во временных рамках, так как оно началось весьма поздно в производственном цикле 2004 года. Однако, несмотря на строгое расписание, команда создателей была достаточно гибкой, чтобы не колеблясь менять или создавать героев сериала, подходящих под тех актёров, которых они хотели видеть в своём сериале.
В то время как пилотный эпизод «Остаться в живых» был раскритикован за то, что стал самым дорогим пилотным эпизодом в телевизионной истории, сериал в целом стал одним из самых больших коммерческих успехов в телевизионном сезоне 2004 года. Высшим достижением стала завоёванная премия «Эмми» в номинации «Лучшая драма», а Абрамс получил Эмми как лучший режиссёр пилотной серии в сентябре 2005 года.

## Структура сериала
Сериал состоит из шести сезонов. В первом сезоне 25 серий, во втором — 24, в третьем — 23 (последние серии каждого сезона — сдвоенные; в первом сезоне, помимо этого, сдвоена «пилотная» серия). Остальные сезоны планировалось сделать короче: в каждом из них должно было быть по 16 эпизодов. В связи с забастовкой сценаристов, начавшейся в ноябре 2007 года, четвёртый сезон состоит всего из 14 серий, а не из 16, как планировалось ранее. Пятый и шестой сезоны должны были включать в себя по 17 серий взамен «утерянных» из четвёртого сезона, однако финальный сезон состоит из 18 часовых серий (первая и последняя серии сдвоённые). На лицензионных DVD сдвоенные серии разделяют.

## Формат серий
Перед началом большинства серий следует рекап. Многие серии начинаются с крупного плана глаза одного из персонажей — того героя, кому предстоит сыграть основную роль в этой серии (в первой и последней сериях это глаз Джека Шепарда). В напряжённый момент экран становится чёрным, после чего слегка размытый логотип сериала движется на зрителя под зловещую музыку. Начальные титры обычно идут в алфавитном порядке в течение первых сцен серии. В некоторых сериях титры начинаются ещё до логотипа, если cold open (начальные сцены) длиннее обычного. Каждая (за исключением нескольких) серия открывает события одного-двух дней, проведённых выжившими на острове, и перемежается воспоминаниями (флешбэками) того героя, которому отведено центральное место в серии. Иногда флешбэки обыгрываются как возвращение к герою памяти («Декретный отпуск»), рассказ героя о произошедших с ним событиях («Знакомьтесь — Кевин Джонсон») или аномальное перемещение сознания во времени («Постоянная величина»). В последней серии третьего сезона («В Зазеркалье») и в четвёртом сезоне используется другой приём — сюжетный взгляд в будущее (флешфорвард). В пятом сезоне создатели вводят новый способ подачи сюжета — параллельно показывают события из двух временных промежутков: 70 годов XX века и начала XXI века, так как часть героев попала в прошлое. Но в первой серии шестого сезона повествования сливаются и показан новый приём — показ событий альтернативной реальности, возникшей после событий последней серии пятого сезона. Большинство серий заканчивается неожиданным оборотом событий или обрывается в самый интересный момент (этот приём называется клиффхэнгер), после чего на экране появляется логотип. В других же после сюжетной развязки наступает поясняющая сцена, после которой экран просто темнеет. В особенно трагических и эмоциональных сценах сопровождающий появление логотипа громкий звук часто приглушается, тем самым подчёркивая значимость события.

## Сезоны

### Сезон 1
Первый сезон включает в себя 25 серий, выходивших в эфир по средам в 20:00 в США, начиная с 22 сентября 2004 года. Авиакатастрофа выбрасывает выживших пассажиров рейса Oceanic 815 на кажущийся необитаемым тропический остров, вынуждая незнакомцев сотрудничать, чтобы выжить. Их жизни подвергаются угрозам со стороны загадочных существ, таких как полярные медведи, неведомое создание, издающее рёв в джунглях, и недоброжелательные коренные жители острова, известные как «Другие». Они знакомятся с француженкой по имени Даниэль Руссо, потерпевшей кораблекрушение на острове более 16 лет назад, и находят загадочный металлический люк, зарытый в землю. Часть выживших предпринимает попытку покинуть остров на плоту.

### Сезон 2
Второй сезон включает в себя 24 серии, выходившие в эфир по средам в 21:00 в США и Канаде, начиная с 21 сентября 2005 года. Основные события, происходящие через 45 дней после катастрофы, вращаются вокруг растущего конфликта между выжившими и Другими, продолжается противостояние науки и веры, ставшее темой нескольких серий. Некоторые загадки раскрываются, но появляются новые вопросы. Представлены новые персонажи, включая выживших из хвостовой части и других обитателей острова. Становится больше известно о необычной природе острова и о прошлом выживших. Выжившие исследуют бункер и узнают о существовании DHARMA Initiative и её покровителя — Фонда Хансо. Когда правда о загадочных Других начинает раскрываться, один из выживших предаёт своих друзей. Выясняется причина авиакатастрофы.

### Сезон 3
Третий сезон включает в себя 23 серии, которые начали выходить в эфир по средам в 21:00 в США и Канаде с 4 октября 2006 года. Сериал продолжился после перерыва вечером 7 февраля 2007 года и выходил в эфир в 22:00. События развиваются спустя 69 дней после катастрофы. Выжившие больше узнают о Других и об их истории на таинственном острове. Один из Других и вновь прибывший на остров присоединяются к выжившим, когда те покидают лагерь, спасаясь от Других. Война между Другими и выжившими обостряется до предела, и выжившим удаётся связаться с командой спасателей.

### Сезон 4
Четвёртый сезон изначально (до забастовки гильдии сценаристов) должен был включать в себя 16 серий, которые начали выходить в эфир в США и Канаде 31 января 2008 года.
Из-за забастовки сценаристов в сезон вошли только 14 серий, состоящих из 8 серий, снятых до забастовки, и 6 серий, спродюсированных после неё. Этот сезон фокусируется на отношениях между выжившими и людьми с корабля Kahana, прибывшего к Острову, и на спасении Шестёрки Oceanic (события их жизни после Острова показаны во флешфорвардах).

### Сезон 5
Пятый сезон начался 21 января 2009 года с трёхчасовой премьеры, состоявшей из клип-шоу и двух новых серий. Остальные серии выходили в эфир в Северной Америке по средам в 21:00. Завершился сезон двухчасовым финалом 13 мая 2009 года. Цитируя Линделофа, сезон «о том, почему людям, покинувшим Остров, нужно вернуться».
В пятом сезоне использовалось значительно меньше флешбэков и флешфорвардов.

### Сезон 6
7 мая 2007 года президент ABC Entertainment Стивен МакФерсон объявил, что «Остаться в живых» закончится в 2009—2010 телесезоне «крайне ожидаемым и шокирующим финалом».
Исполнительные продюсеры Линделоф и Кьюз сказали, что «всегда представляли себе „Остаться в живых“ как сериал с началом, серединой и концом», и что благодаря объявлению того, когда сериал закончится, зрители будут «спокойны, зная, что история закончится именно так, как мы планировали». Линделоф и Кьюз заметили, что сохранение датой окончания сериала 2010 год «было чрезвычайно либеральным» и помогло сериалу заново открыть, о чём он.
Линделоф подчеркнул: «Мы больше не задерживаемся». Продюсеры также сообщили, что планируют раскрыть такие давно тянущиеся загадки, как дымный монстр, четырёхпалая статуя и личности скелетов из серии первого сезона «Восток — дело тонкое».
Мэттью Фокс заявил в интервью, что в финальном сезоне персонажи Джека Шепарда и Джона Локка «столкнутся лицом к лицу». После трети финального сезона две временные линии «сольются в одну», и повествование «будет абсолютно линейным — никаких флешбэков».
На выставке-конференции Comic-Con 2009 было объявлено о возвращении в сериал Джереми Дэвиса, Элизабет Митчелл и Доминика Монагана, а также о том, что Нестор Карбонель присоединяется к основному актёрскому составу. Кроме того, Карлтон Кьюз заявил, что сезон флешфорвардов и сезон путешествий во времени закончились и в шестом сезоне будет новый способ повествования. Джош Холлоуэй рассказал, что характер его персонажа Сойера станет прежним после потери Джульет.
Финальная серия вышла на телеэкраны США 23 мая 2010 года. Она длилась 2,5 часа, стоила телеканалу 12 млн долларов и собрала у экранов более 13 миллионов американских телезрителей.

## В ролях

### Пассажиры рейса 815

#### Центральная часть
| Актёр            | Роль                |
| ---------------- | ------------------- |
| Мэттью Фокс      | Джек Шепард         |
| Эванджелин Лилли | Кейт Остин          |
| Джош Холлоуэй    | Джеймс Форд (Сойер) |
| Доминик Монаган  | Чарли Пэйс          |
| Терри О’Куинн    | Джон Локк           |
| Навин Эндрюс     | Саид Джарра         |

| Актёр                | Роль                |
| -------------------- | ------------------- |
| Хорхе Гарсиа         | Хьюго Рейес (Хёрли) |
| Дэниел Дэ Ким        | Джин Квон           |
| Юнджин Ким           | Сун Квон            |
| Эмили де Рэвин       | Клэр Литтлтон       |
| Гарольд Перрино      | Майкл Доусон        |
| Малкольм Дэвид Келли | Уолт Ллойд          |

| Актёр                   | Роль             |
| ----------------------- | ---------------- |
| Мэгги Грейс             | Шеннон Рутерфорд |
| Иэн Сомерхолдер         | Бун Карлайл      |
| Л. Скотт Колдуэлл       | Роуз Нэдлер      |
| Киле Санчес             | Никки Фернандес  |
| Родриго Санторо         | Пауло            |
| Мэдисон и Поно (собаки) | пёс Винсент      |

#### Хвостовая часть
| Актёр                     | Роль             |
| ------------------------- | ---------------- |
| Адевале Акиннуойе-Агбадже | Мистер Эко       |
| Мишель Родригес           | Ана-Люсия Кортес |

| Актёр         | Роль           |
| ------------- | -------------- |
| Синтия Уотрос | Либби Смит     |
| Сэм Андерсон  | Бернард Нэдлер |

### Остальные
| Актёр            | Роль           |
| ---------------- | -------------- |
| Мира Фурлан      | Даниэль Руссо  |
| Генри Иан Кьюсик | Десмонд Хьюм   |
| Джереми Дэвис    | Дэниел Фарадей |
| Кен Люн          | Майлз Стром    |

| Актёр          | Роль           |
| -------------- | -------------- |
| Ребекка Мэйдер | Шарлотта Льюис |
| Соня Уолгер    | Пенелопа Хьюм  |
| Джефф Фэйи     | Фрэнк Лапидус  |
| Кевин Дюранд   | Мартин Кими    |

| Актёр            | Роль            |
| ---------------- | --------------- |
| Алан Дэйл        | Чарльз Уидмор   |
| Джон Терри       | Кристиан Шепард |
| Зулейка Робинсон | Илана Вердански |
| Франсуа Шо       | Пьер Чанг       |

### «Другие»
| Актёр           | Роль             |
| --------------- | ---------------- |
| Марк Пеллегрино | Джейкоб          |
| Майкл Эмерсон   | Бенджамин Лайнус |
| Уильям Мэйпотер | Итан Ром         |

| Актёр            | Роль          |
| ---------------- | ------------- |
| Элизабет Митчелл | Джульет Бёрк  |
| Нестор Карбонель | Ричард Алперт |
| М. С. Гейни      | Том Фрэндли   |

| Актёр          | Роль             |
| -------------- | ---------------- |
| Таня Реймонд   | Алекс Руссо      |
| Титус Уэлливер | Человек в чёрном |
| Хироюки Санада | Доген            |

## Кастинг

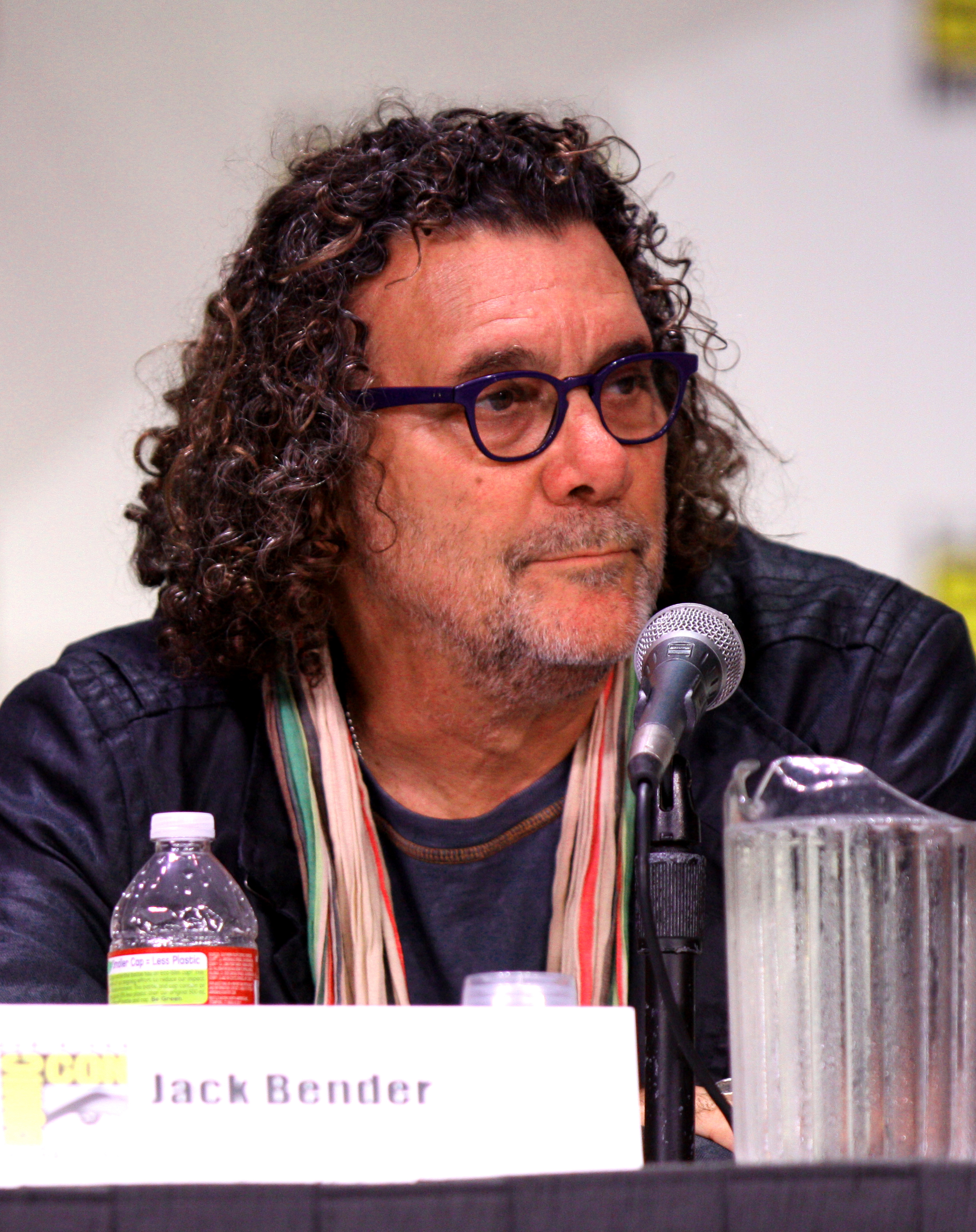
Джек Бендер снял большинство эпизодов сериала, а также выступил исполнительным продюсером.

Многие роли первого сезона обязаны своим появлением актёрам, которые понравились исполнительным продюсерам на пробах. Изначально планировалось, что главный персонаж Джек погибнет в конце пилотной серии, и его сыграет Майкл Китон; однако руководители ABC настояли на том, чтобы Джек выжил. До того, как было решено, что Джек будет жив, Кейт должна была стать лидером выживших; по задумке, она больше была похожа на Роуз. Доминик Монаган пробовался на роль Сойера, который в то время представлялся как городской мошенник в деловом костюме. Продюсерам понравилась игра Монагана, и они переписали персонажа Чарли, изначально бывшую рок-звезду среднего возраста, специально под него. Хорхе Гарсиа также пробовался на Сойера, и точно так же специально для него была написана роль Хёрли. Когда прослушивание проходил сам Джош Холлоуэй, продюсерам понравились новые черты, которые актёр привнёс в персонажа (по сообщениям, на пробах он пришёл в ярость и сломал стул, когда забыл свою реплику) и его южный акцент, таким образом, они изменили образ Сойера под манеру игры Холлоуэя. Юнджин Ким пыталась получить роль Кейт, но продюсеры написали для неё роль Сун и роль Джина, её мужа, исполненную Дэниелом Дэ Кимом. Саида, сыгранного Навином Эндрюсом, также не было в оригинальном сценарии. Персонажи Локк и Майкл были созданы с прицелом на актёров, которые их будут играть. Эмили де Рэвин, играющая Клэр, была сначала взята на роль второго плана. Во втором сезоне Майкл Эмерсон был подписан на роль Бена («Генри Гейла») в трёх сериях. Благодаря его актёрским талантам роль была увеличена до восьми серий, а впоследствии — до конца сериала. Роль Шарлотты, исполненная Ребеккой Мэйдер, изначально планировалась на восемь серий четвёртого сезона, однако её роль была увеличена до целого сезона и части пятого сезона. В то время как большой актёрский ансамбль делает Остаться в живых дороже в производстве, сценаристы получают большую свободу в выборе сюжета. По словам исполнительного продюсера сериала Брайана Берка, «У вас может быть больше взаимодействия между персонажами, и вы можете создавать больше разнообразных характеров, больше предысторий, больше любовных треугольников».

## Музыка
В сериале представлена оркестровая партитура, исполненная Голливудским студийным симфоническим оркестром и написанная Майклом Джаккино, включающая множество повторяющихся тем для сюжетов, таких как события, локации и персонажи. Джаккино использовал также необычные инструменты, такие как удары по подвешенным частям фюзеляжа самолёта. 21 марта 2006 года звукозаписывающий лейбл Varèse Sarabande выпустил оригинальный телевизионный саундтрек к первому сезону. Он включал избранные полнометражные версии самых популярных тем сезона и главного названия, которое было написано создателем сериала Джей Джей Абрамсом. 3 октября 2006 года Varèse Sarabande выпустил саундтрек с музыкой из 2-го сезона сериала. Саундтрек к 3 сезону был выпущен 6 мая 2008 года, саундтрек к 4 сезону был выпущен 11 мая 2009 года, саундтрек к 5 сезону был выпущен 11 мая 2010 года, а саундтрек к финальному сезону был выпущен 14 сентября 2010 года. Финальный саундтрек с музыкой из финала сериала был выпущен 11 октября 2010 года.

## Съёмочная группа
| Режиссёры: - Дж. Дж. Абрамс - Дэниэл Аттиас - Стивен Уильямс - Род Холкомб - Джек Бендер - Карен Гавиола - Стефен Семел - Грег Яйтанс - Такер Гейтс - Пол А. Эдвардс - Бобби Рот - Кевин Хукс - Эрик Ланёвилль и др. | Сценаристы: - Дж. Дж. Абрамс - Деймон Линделоф - Пол Збышевски - Элизабет Сарнофф - Хавьер Грильо-Марксуа - Дрю Годдард - Джеффри Либер и др. | Продюсеры: - Дж. Дж. Абрамс - Джек Бендер - Пол Збышевски - Брайан К. Вон - Адам Хоровиц - Дэвид Фьюри - Эдвард Китсис - Джефф Пинкнер - Стивен Уильямс - Брайан Берк и др. | Операторы: - Джон С. Бартли - Майкл Бонвилейн - Ларри Фонг |

## «Остаться в живых» в мире

### «Остаться в живых» в России
В России премьерный показ сериала транслировался Первым каналом.

#### Перевод сериала
Первые пять сезонов телесериала «Остаться в живых» были показаны «Первым каналом» в дублированном переводе. Перевод был выполнен студией «Эй-Би Видео», режиссёр дубляжа — Алла Гончарова. За каждым главным героем был закреплён свой актёр дубляжа; согласно некоторым данным, голоса главных героев были предварительно прослушаны и утверждены создателями сериала. Для работы над сериалом было задействовано общим счётом более тридцати актёров. (Но «голоса» актёров менялись в некоторых сезонах, например актёра Мэттью Фокса (Джек Шепард) в первых двух сезонах озвучивал Алексей Мясников, с третьего — Денис Беспалый). Перевод получил в целом положительные отзывы зрителей. Были переведены элементы видеоряда для ТВ-показа: заставка (надпись Lost заменена на «Остаться в живых»), субтитры иностранной речи и некоторые другие надписи.
Шестой сезон «Первым каналом» было решено (по договору ABC) транслировать с маленьким временным отрывом после выхода серии в США — не более недели. Для упрощения работы над переводом, дубляж был заменён на закадровый перевод.. Это решение вызвало противоречивые мнения у зрителей, приверженных предыдущему варианту озвучивания и привыкших к голосам героев. Для озвучивания последнего сезона было привлечено пять актёров и задан более нейтральный тон озвучивания, чтобы были слышны оригинальные интонации. При этом предыдущая команда актёров озвучивания и режиссёр дубляжа задействованы не были..
После ряда отрицательных отзывов зрителей, Disney (правообладатель Lost) — для издания на DVD и Blu-ray (и повторного показа по «Первому») — заказал новый перевод шестого сезона. Сезон был полностью дублирован на студии «Пифагор». При этом были привлечены актёры озвучивания и режиссёр, работавшие над дубляжем предыдущих сезонов для «Первого канала».

### Русскоязычное название сериала
Перед стартом показа в России руководством «Первого канала» было принято решение не использовать прямой перевод названия. В качестве альтернативного варианта было выбрано название «Остаться в живых». Такое решение было продиктовано, с одной стороны, желанием связать сюжет сериала с реалити-шоу «Последний герой» (в нём используется песня группы Би-2, припев которой начинается со слов «Остаться в живых»), а с другой — придать позитивный смысл, надежду. По уверению руководителя отдела спецпроектов дирекции кинопоказов «Первого канала» Лауры Шагинян, это решение «Первого канала» было одобрено производителями сериала.
ТНТ вслед за «Первым каналом» использовал название «Остаться в живых» при повторе сериала.

## Рекламная кампания
В январе 2008 года, перед премьерой третьего сезона, в девяти городах мира появились рекламные стенды вымышленной компании «Oceanic Airlines», которая фигурирует в сюжете сериала.
Перед премьерой четвёртого сезона на «Первом канале» были показаны эксклюзивные рекламные ролики, стилизованные под объявления в самолёте компании «Oceanic Airlines».
Перед премьерой пятого сезона в Интернете был запущен сайт DharmaWantsYou.com, предлагающий пользователям со всего мира пройти тестирование на вступление в ряды участников возрождения проекта «Дхарма». За время существования сайта (около девяти недель) на нём зарегистрировалось свыше 147 тысяч человек.

## Критика
В 2007 году «Остаться в живых» занял пятое место в списке «Лучших культовых шоу в истории», по версии еженедельника TV Guide.
В 2006 году за многочисленные сцены насилия, включая перестрелки, самоубийство и демонстрацию истекающего кровью персонажа сериал вошёл в список неподходящих для детского (2—17 лет) просмотра шоу, по версии консервативной общественной организации Parents Television Council.
Но в целом, по её мнению, сериал не рекомендуется детям до 14 лет из-за «ориентированных на взрослых тем и диалогов».
Журнал Entertainment Weekly назвал сериал «культовым».

## Награды
Сериал был номинирован на множество наград, в том числе на 41 премию «Эмми» (11 побед), 29 Teen Choice Awards, 39 премий «Сатурн» (10 побед), 11 премий «Золотая бобина» (5 побед), восемь Satellite Awards (одна победа), семь премий «Золотой глобус» (одна победа), четыре награды Американской гильдии писателей (одна победа). Среди премий сериала: премия «Эмми» за лучший драматический сериал, «Золотой глобус» за лучший драматический сериал и премия гильдии актёров за лучший актёрский ансамбль в драматическом сериале.
Актёрский состав сериала получил множество наград и в актёрских номинациях. Мэттью Фокс был номинирован на пятнадцать индивидуальных наград (выиграв три), больше, чем любой другой актёр сериала; Эванджелин Лилли занимает второе место с тринадцатью номинациями. Среди отдельных серий наибольшее число раз номинировалась пилотная серия «Таинственный остров» — 15, завоевав шесть наград, в том числе четыре премии «Эмми». Второй по количеству номинаций является серия «В Зазеркалье» c девятью номинациями. По данным на июль 2009 года сериал был номинирован более чем на 190 премий и выиграл 51 награду.

## После показа

### Телешоу «Aloha, LOST!»
Сразу же после выхода последней серии шестого сезона кинокомпанией ABC было показано прощальное телешоу «Aloha, LOST!», ведущим которого стал Джимми Киммел. На фоне «островных» декораций и под аккомпанемент оркестра, одетого в костюмы Dharma Initiative, актёры и продюсеры прощались с любимым сериалом.

### Эпилог «The New Man in Charge»
На вышедшем 24 августа 2010 года DVD-издании Lost: The Complete Collection доступен эпилог в виде двенадцатиминутного эпизода «Новый лидер».

### Аукцион по продаже кинореквизита
Практически все предметы, использованные в съёмках телесериала, — от автомобилей и компьютера со станции «Лебедь» до обломков самолёта и банок с пивом Dharma, выставлены на интернет-аукцион, который прошёл 21 и 22 августа 2010 г. Организатор торгов — известный аукционный дом Profiles in history.

### Лотерея Mega Millions
В американской лотерее Mega Millions состоялся розыгрыш второго по величине джекпота в истории США в 380 миллионов долларов. Выигрышная комбинация якобы совпала с набором чисел, который упоминался в нескольких эпизодах сериала «Остаться в живых» — 4, 8, 15, 16, 23, 42 и благодаря которому персонаж сериала, Хёрли, выиграл огромную сумму денег.
На самом деле выигрышную комбинацию составили следующие числа: 4, 8, 15, 25, 47, 42 — совпало 4 числа из 6 вышеупомянутых.
Поскольку розыгрыш выиграли сразу 2 билета, их владельцам пришлось поделить джекпот на двоих. Таким образом, каждому достанется по 190 миллионов долларов и минус 30 % с каждого в налог.